# Alternativt verklighetsspel
Alternativt verklighetsspel (engelska: Alternate Reality Game, förkortat ARG) är en spelform som kombinerar aktiviteter som utförs via dator och aktiviteter i spelarens riktiga värld och där själva berättelsen kan påverkas av spelarens egna idéer och åtgärder.
Det första stora ARG:et gjordes 2001 för filmen A.I. Spelet hade sin bas på Internet men sträckte sig ibland utanför och in i verkligheten, genom att det ringde upp spelarna på jobbet eller gömde ledtrådar på offentliga toaletter.
TINAG, akronym för "This is not a game", är en designfilosofi som används i skapandet av ARG.
ARG-spel är oftast en väldigt stor värld, uppbyggd av tiotals, kanske hundratals olika webbplatser, vilka alla påstår sig vara äkta. 